# Продан Василь
Васи́ль Теодорович Про́дан (*29 січня 1809, Суховерхів — †16 грудня 1882, Лашківка) — український громадський і православний церковний діяч на Буковині.
Народився у Суховерхові Кіцманського повіту в сім'ї священика. Закінчивши навчання з 1834 року працював парохом в Лашківці. А через два роки після освячення храму Святого Духа у Чернівцях українським проповідником і кафедральним екзархом у ньому.
.

## Батько «Руської Бесіди» та «Руської Ради»
В 1866 гурток українських патріотів на чолі з Василем Проданом, до якого входили Єротей Федорович, Теоктист Дронь, М. Галіп, М. Томюк та інші, пропонував заснувати українське товариство в Чернівцях, але тоді ніхто не наважувався очолити цю справу. Конкретні розмови про створення товариства відбулися 1-2 листопада 1868 у домі отця Георгія Драчинського, де у жовтні 1868 року, у Товтрах, на весіллі у священника Євсевія Андрійчука, Василь Продан з гуртом українських священників, докладно обміркували форми діяльності майбутнього товариства. І вже 14(26) січня 1869 року в Чернівцях відбулись перші збори товариства. Його назвали «обществом літературним», а пізніше «Руська Бесіда». Головою обрали Василя Продана (1869-1878). На цьому ж засіданні було вирішено видавати часопис «Буковинська Зоря».
- Головне завдання товариства Василя Продан вважав: «Треба просвіти, треба іти разом з другими народами».

На перших порах товариство зіткнулось із труднощами, бракувало коштів. Це змусило Продана звернутись за допомогою до російського консула в Чернівцях. Але за цю допомогу треба було відплачувати «убеждениями», тобто товариство мимоволі ставало на москвофільські позиції.
Одначе попри всі ті незгоди і течії що знаходили пристановище у товаристві, не маючи захисників у Віденському парламенті та Буковинському сеймі, — «Руська Бесіда» на чолі з Василем Проданом все ж об'єктивно виступала виразником національно-культурно устремлінь буковинців.
21 березня 1870 року товариство вимагало, щоб релігію у буковинських школах викладали «на материном, отже руском языци, бо до тепер молодеж руска православна учится вь незрозумилом языци румунскомь». А у 1871 році домагались запровадження у буковинських школах українською мовою.
1874 року Василь Продан виступив в краєвому сеймі з пропозицією заснувати у Кіцмані реальну гімназію, для чого було створено робочий комітет з членів товариства. «Руська Бесіда» перша заговорила про необхідність відкриття у чернівецькому німецькому університеті руської кафедри, вимагала від міністерства освіти дозволу видавати рідною мовою підручники.
За Василя Продана «Руська бесіда» займалась також і добродійними акціями, а саме: збирала внески на утримання бідних учнів. У надрах товариства народилась ідея побудови українського Народного Дому. При ній почали утворюватись перші читальні, яких перед першою світовою війною нараховувалось понад 150. «Руська бесіда» дала поштовх до заснування товариств «Міщанська читальня», «Руська Школа», «Товариства учителів вищих шкіл імені Сковороди», «Історичного товариства у Чернівцях», драматичних, музичних, січових товариств. Товариство дало поштовх до заснування не одної української організації. Зокрема, сприяло створенню при університеті академічного товариства «Союз», видало його статут та «Альманах», надало приміщення для літературних вечорів.
Окрім «Руської Бесіди» Василь Продан зорганізував і був головою першого політичного товариства «Руська Рада». В 1870 — голова публікував статті на релігійну тематику в журналі «Буковинська Зоря» (1870—1871) та видав поетичну збірку «Стихи». У 1874 році Продан виступив у краєвому сеймі з пропозицією заснувати у Кіцмані реальну гімназію, для чого створив робочий комітет з членів товариства. В 1890 році до Буковинського сейму увійшли українські посли, головна заслуга «Руської Ради». Буковинські посли значно полегшили діяльність «Руської Бесіди».

## Доля «Руської Бесіди»
Після окупації краю Румунією товариство «Руська Бесіда» було заборонено. Досить сказати, що у 1934 році зосталося на Буковині всього 14 товариств. Майно товариства було пограбоване. Його функції перебрали на себе інші товариства «Народний Дім» і «Народна школа». Василь Продан за станом здоров'я, а також у зв'язку з реакційною політикою Австрійського уряду щодо товариства, залишив роботу у ньому і переїхав у Лишківки, де й помер 16 грудня 1881 року.

## Значення Василя Продана та його діяльності в історії Буковини
Важко переоцінити роль «Руської бесіди», як і його першого голови Василя Продана, що зумів підняти організацію на ноги, вистояти проти шаленого опору ворожих елементів, надихнути молодші покоління на майбутню просвітницьку працю і боротьбу за кращу долю народу. Внесок українського громадського діяча є цінним в історії Буковинського краю. І саме його вважають Батьком «Руської Бесіди».